# Synagoga chasydów z Chabad-Lubawicz w Połtawie
Synagoga chasydów z Chabad-Lubawicz w Połtawie – żydowska bóżnica znajdująca się w Połtawie przy ul. Kujbyszewa.
Została zbudowana w 1870 roku przez połtawskich chasydów. Architekt nadał jej kształt późnego klasycyzmu. Budynek powstał na planie kwadratuelewację zdobią doryckie pilastry.
W czasach radzieckich zamknięta. Obecnie znajduje się w niej siedziba zakładu poligraficznego.